# Batote
Batote é uma cidade e uma notified area committee no distrito de Doda, no estado indiano de Jammu & Kashmir.

## Demografia
Segundo o censo de 2001, Batote tinha uma população de 3733 habitantes. Os indivíduos do sexo masculino constituem 55% da população e os do sexo feminino 45%. Batote tem uma taxa de literacia de 71%, superior à média nacional de 59,5%; com 60% para o sexo masculino e 40% para o sexo feminino. 8% da população está abaixo dos 6 anos de idade.